# Live and Direct
Albums de Starflam
Starflam
(1998) Survivant
(2001)
Live and Direct est le premier CD de live du groupe Starflam, sorti en 2000 chez Warner Music Benelux.

## Liste des morceaux
1. "33 rpm" - 4:05
2. "Monde confus" - 3:05
3. "Ce plat pays" - 4:42
4. "Choisis ton camp" - 1:45
5. "El diablo" - 4:19
6. "Bled Runner" - 4:41
7. "Mic Smokin'" - 5:15
8. "Dead Man (bonus track)" - 5:35